# いわきグリーンフィールド
いわきグリーンフィールドは、福島県いわき市常磐水野谷町の21世紀の森公園にある球技場。命名権により「ハワイアンズスタジアムいわき」（略称「ハワスタ」）の呼称を用いている（詳細は後述）。
施設はいわき市が所有し、いわき市公園緑地観光公社が指定管理者として管理・運営を行っている。

## 概要

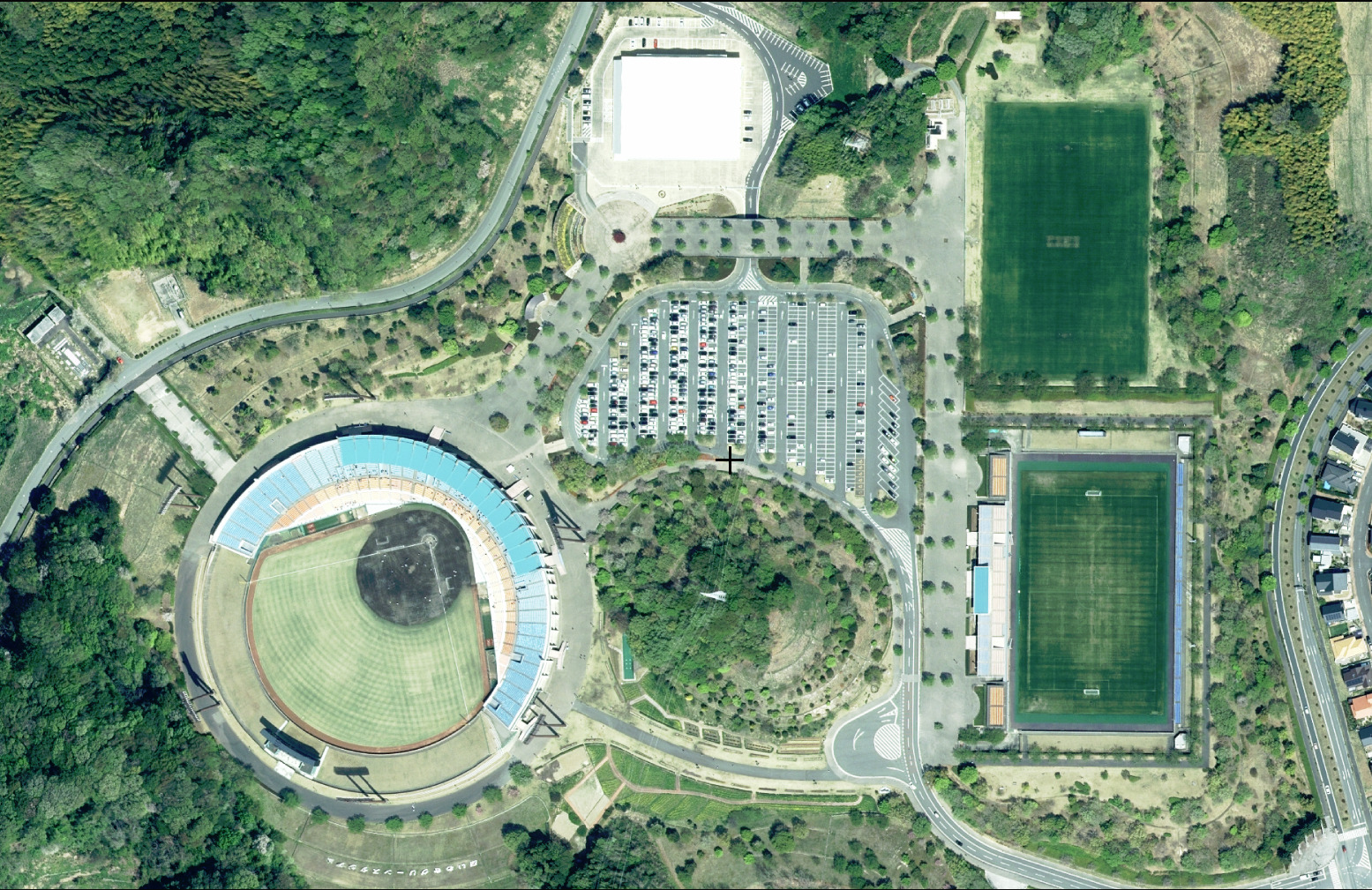
航空写真

1995年に開催された第50回国民体育大会に向け、野球場（いわきグリーンスタジアム、高校野球・硬式の会場として使用）と共に「21世紀の森公園球技場」の仮称で整備され、ラグビーの会場として使用された。こうした経緯もあり、球技場としてはこれまでラグビー場としての利用が多く、ジャパンラグビートップリーグの試合などが行われてきた。
一方、サッカーについては、1995年と1996年に日本プロサッカーリーグ（Jリーグ）のサテライトリーグ（Jサテライトリーグ）の会場として3試合、2014年9月21日に福島ユナイテッドFCがJ3リーグ公式戦（グルージャ盛岡戦）を開催している。また、2020年にJFLに昇格したいわきFCがホームスタジアムとして位置づけ、当初11試合ホームゲームを行う予定だったが、新型コロナウィルスの蔓延により前期第1－15節の開催が延期なしの中止となったため、後期第16節以後の8試合主催のうち、6試合の開催に変更された。2021年は主催17試合のうち9試合を開催している。
2014年にスポーツ振興くじ助成事業を活用して天然芝の全面張り替えを行っている。

### 2023年の改修工事
いわきFCは2022年にJ3リーグに参入するが、観客席がJ3ライセンスのスタジアム基準（5000席以上）を充足しておらず、諸室にも不備があることから、この時点ではホームスタジアムをJヴィレッジスタジアム（広野町）としてライセンスを申請し、いわきグリーンフィールドでは特例的に開催できる2試合のみを行った。また、2023年からはJ3リーグにおいてもホームスタジアムに照明設備を設置することが必須となるが、これについてはJヴィレッジスタジアムも充足をしておらず、喫緊の対応が必要となった。
こうした経緯も踏まえ、いわき市では2021年度からいわきグリーンフィールドの改修検討に着手。2022年2月27日に改修方針を発表。観客席を2,730席（バックスタンド1,200席、北サイドスタンド640席など）増やし、夜間照明設備・大型映像装置の新設の他、J2ライセンス取得に向けた暫定的な運用を見据え、ドーピング検査室や記者席など例外適用申請に必要な諸室の工事を行うこととした。これに合わせて、グリーンフィールドがいわきFCによる利用が増加することを見据え、隣接する多目的広場を人工芝に変更の上、簡易照明塔を新設する計画とした。
改修工事は2023年3月3日に完了し、2023年のJ2リーグでは当スタジアムでいわきFCの全ホームゲームを開催している。

## 施設概要
約2.7ヘクタールの敷地に130.88 m × 78.85 m の天然芝フィールドを有する。2022年の改修で2014 FIFAワールドカップで採用実績のある芝に張り替えた。
観客席はメインスタンド1,594席・サブスタンド（メインスタンドの南北両端側）640席・バックスタンド2,328席・北サイドスタンド640席が椅子席で、南サイドスタンド（1,188人）が芝生席。スタジアム管理者による収容人員は以上の合算である6,400人とされているが、Jリーグにおいては芝生席をカウントせず、メインスタンドの一部を記者席としているため、入場可能数を5,048人としている。なお、改修前はバックスタンドの一部と北サイドスタンドも芝生席で、椅子席2,300席・芝生席3,300人の計5,600人収容であった。
2023年の改修工事では、トイレのうちバックスタンド側2か所の既存部を洋式便座に変更した上で、新たに屋外トイレ2か所と救護棟、南側サブスタンド奥にはサブスタンド棟として、試合後の記者会見のインタビューなどができるコーナーが設けられた。
照明塔（4基・1,500Lx）は調光機能があるもので、南北のゴール裏後方に設置。フィールド周辺への照明の拡散防止の観点から、器具角度を変えることによって周辺への露光を50Lx程度に抑えるなどの工夫を凝らしたほか、周辺の音もれ防止対策を施したスピーカーも設置している。
大型映像装置は600インチの高輝度フルカラーLED式で、2023年の改修工事で南側サイドスタンドに設置された。北側サイドスタンドには竣工当初からのパネル式スコアボード（ラグビーの得点表示に対応したもの）が残されている。
そのほか、メインスタンド下部にスタジアム基準を満たすドーピングコントロールルーム、シャワー室、トイレなどの増改築、記者席などの諸室が設けられた。

## 命名権
いわき市では21世紀の森公園内の施設を対象に命名権を募集したところ、いわきグリーンフィールドと多目的広場については、いわき市にあるレジャー施設「スパリゾートハワイアンズ」を運営する常磐興産が命名権を取得し、2023年10月1日より「ハワイアンズスタジアムいわき」の施設名を使用することになった。契約期間は2023年10月1日から2028年9月30日までの5年間で、契約料は年額500万円（税別）。

### 注記
1. ↑  いわきFCでは、クラブライセンスの取得に向けてはクラブ主導で新たなホームスタジアムを整備する方針を示しており[11]、この計画に基づいてクラブライセンスの特例申請を行っている。ただしこの場合でも、観客席数以外の照明設備や諸室の整備等は昇格の時点で要件を満たしている必要がある。